# Nävertorp-Östra Vingåkers församling
Nävertorp-Östra Vingåkers församling var en församling i Strängnäs stift och i Katrineholms kommun i Södermanlands län. Församlingen uppgick 2010 i Katrineholmsbygdens församling. 

## Administrativ historik
Församlingen bildades den 1 januari 2006 genom sammanslagning av Nävertorps församling och Östra Vingåkers församling. Församlingen uppgick 2010 i Katrineholmsbygdens församling.

## Series pastorum
Kyrkoherde var Timo Orta.

## Kyrkor
- Nävertorps kyrka
- Östra Vingåkers kyrka